# HMCS Fergus (K686)
HMCS Fergus (K686) je bila korveta izboljšanega razreda Flower, ki je med drugo svetovno vojno plula pod zastavo Kraljeve kanadske vojne mornarice.

## Zgodovina
Ladjo je bila leta 1945 prodana in preurejena v trgovsko ladjo, kar je bila vse do leta 1949, ko se je potopila v nesreči.